# 蔣偉烈
蔣偉烈（しょう いれつ、1955年 - ）は、中華人民共和国解放軍の軍人、海軍中将。

## 概要
1955年江蘇省常州市武進区生まれ。軍歴を重ね、2014年12月中国人民解放軍海軍副司令員に就任する。

## 来歴
- 1955年 江蘇省に生まれる
- 2003年 上海基地副司令員
- 2004年1月 海軍指揮学院副院長
- 2004年6月 海軍東海艦隊舟山基地副司令員、作戦支援第2支隊支隊長
- 2007年8月 海軍旅順保障基地司令員
- 2008年7月 海軍少将に昇進
- 2008年8月 東海艦隊参謀長
- 2010年2月 海軍装備部部長
- 2010年12月 南海艦隊司令員（兼任広州軍区副司令員）
- 2012年 海軍中将に昇進
- 2014年12月 中国人民解放軍海軍副司令員